# Condé-Folie
Condé-Folie – miejscowość i gmina we Francji, w regionie Hauts-de-France, w departamencie Somma.
Według danych na rok 1990 gminę zamieszkiwało 798 osób, a gęstość zaludnienia wynosiła 77 osób/km² (wśród 2293 gmin Pikardii Condé-Folie plasuje się na 360. miejscu pod względem liczby ludności, natomiast pod względem powierzchni na miejscu 428.).